# Comuna Lemeșivka, Kalînivka
Lemeșivka (în ucraineană Лемешівка) este o comună în raionul Kalînivka, regiunea Vinnița, Ucraina, formată din satele Adamivka, Lemeșivka (reședința), Mali Kutîșcea și Raikî.

## Demografie
Componența lingvistică a satului Lemeșivka
     Ucraineană (98,99%)
     Alte limbi (0,88%)
Conform recensământului din 2001, majoritatea populației satului Lemeșivka era vorbitoare de ucraineană (98,99%), existând în minoritate și vorbitori de alte limbi.